# Danica Patrick

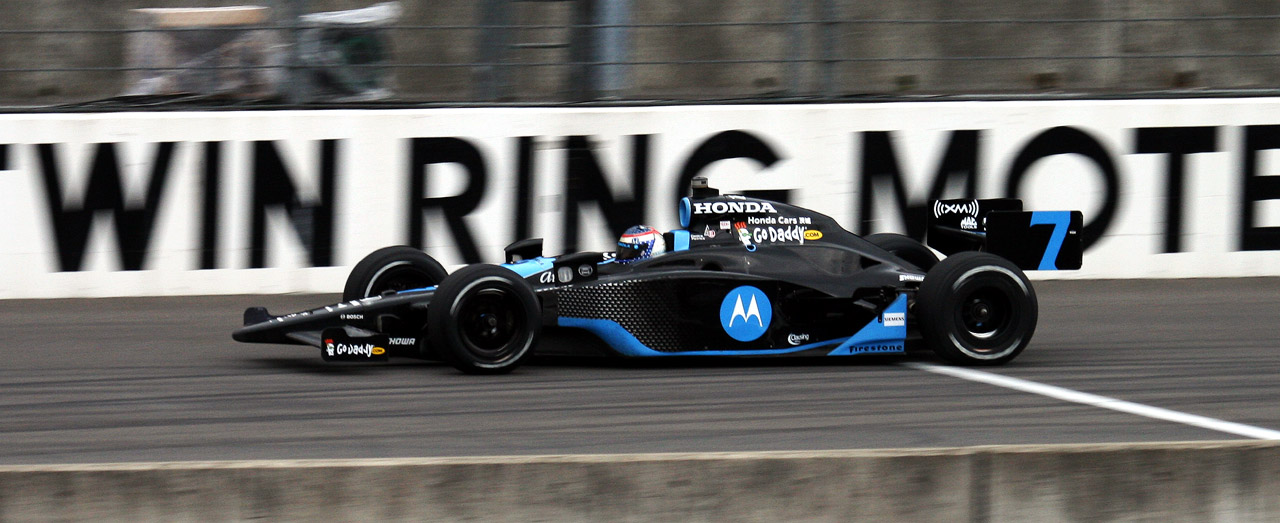
Op de Twin Ring Motegi in 2008

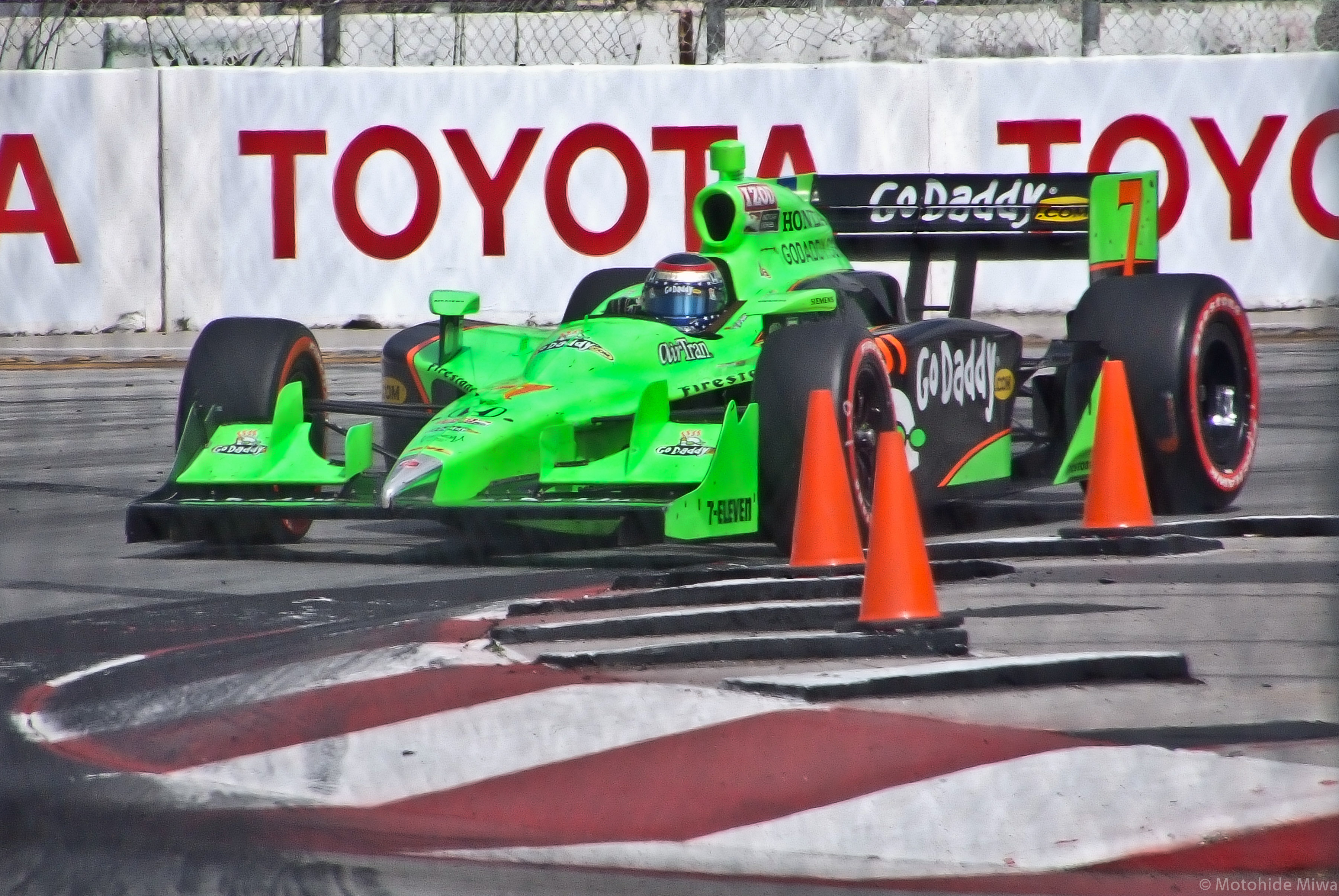
Op Long Beach in 2011

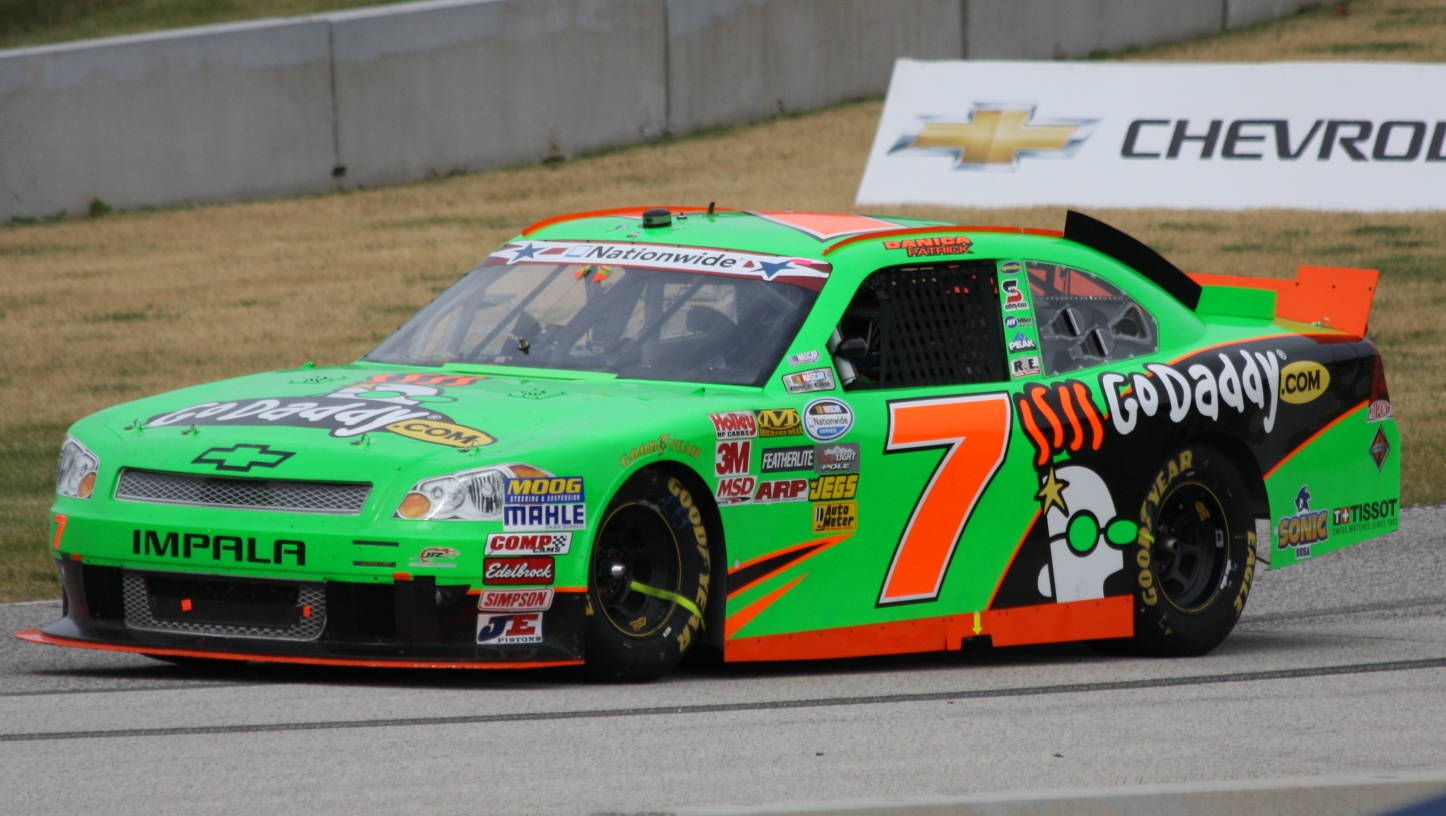
Op Road America in 2012

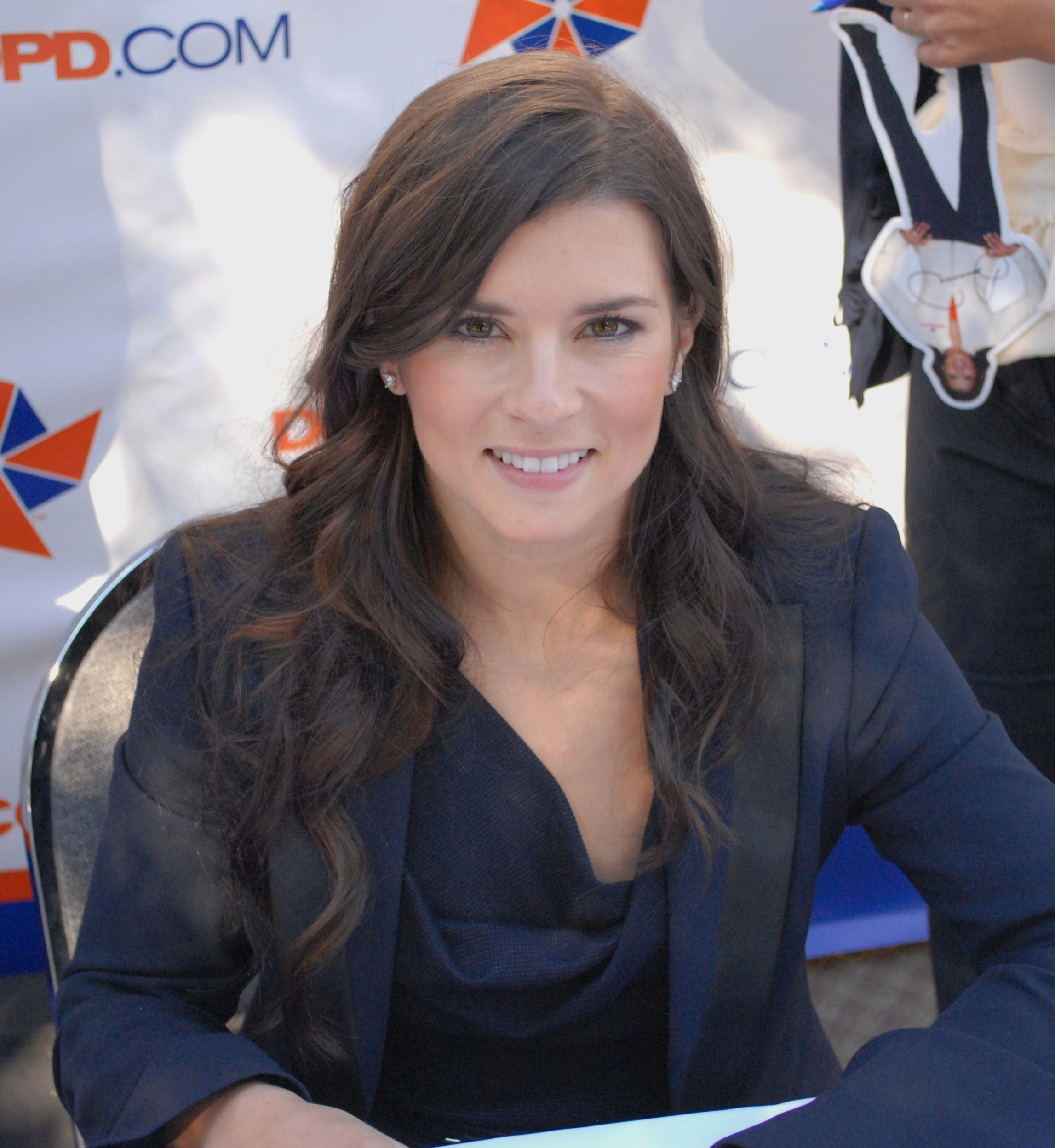
Patrick in 2010

Danica Sue Patrick (Beloit (Wisconsin), 25 maart 1982) is een Amerikaans voormalig  autocoureur. Ze is de eerste en tot nu toe enige vrouw die een IndyCar-wedstrijd won. In 2011 reed ze haar laatste seizoen in de IndyCar Series. In 2012 reed ze fulltime in de NASCAR Nationwide Series en parttime in de NASCAR Sprint Cup. In 2013 reed ze fulltime in de Sprint Cup voor Stewart Haas Racing.

## Biografie
Patrick werd geboren in Beloit, Wisconsin en groeide op in Roscoe Illinois. Ze begon met kartracen op tienjarige leeftijd. Toen ze 16 was, verliet ze school waar ze cheerleader was geweest en vertrok naar Engeland om er te gaan racen. In 2005 huwde ze Paul Edward Hospenthal, haar voormalig fysiotherapeut. Het huwelijk hield zeven jaar stand.

## Carrière

### Autosport
Nadat Patrick in 1998 naar Engeland was verhuisd, begon ze te racen in Formule Vauxhall en Formule Ford. Terug in Amerika nam ze deel aan het Atlantic Championship. Nadat ze in 2004 derde in het Atlantic Championship was geworden, maakte ze in 2005 de overstap naar de Indy Racing League, de hoogste formuleraceklasse van Amerika, bij het Rahal Letterman Racing-team.
Het eerste jaar in de koninginneklasse begon veelbelovend. Tijdens de eerste race moest ze opgeven maar ze werd vierde tijdens de Indy 500, de legendarische wedstrijd die elk jaar op de kalender staat van het kampioenschap. Ze had de leiding in de race, maar zes ronden voor de finish moest ze de leiding afstaan aan de latere winnaar Dan Wheldon en omdat ze bijna zonder brandstof kwam te vallen, moest ze nog twee rijders voor zich laten. Een vierde plaats was op dat moment de hoogste plaats ooit gehaald door een vrouw op Indianapolis. Ze werd uiteindelijk twaalfde in het kampioenschap en werd Rookie of the year (beste nieuwe rijder) voor zowel de Indy 500 race als het kampioenschap.
2006 begon dramatisch, toen haar teamgenoot Paul Dana omkwam tijdens de trainingssessies van de eerste race van het seizoen in Homestead. Ze trok zich terug uit de race. De beste resultaten kwamen er in Nashville en Milwaukee, waar ze vierde eindigde in beide races. Ze werd negende in het kampioenschap.
In 2007 maakte ze de overstap naar het Andretti Green Racing team. Ze werd derde in de races van Texas en Nashville en tijdens de voorlaatste race van het seizoen in Detroit werd ze tweede, haar beste resultaat tot dan toe. Ze sloot het kampioenschap af op de zevende plaats.
Nadat ze er in 2005 zo dicht bij was geweest tijdens de Indy 500, had ze drie jaar later nog steeds geen overwinning op haar naam staan. Daar kwam verandering in aan het begin van 2008. Tijdens de derde race van dat seizoen behaalde ze haar eerste overwinning op het circuit van Motegi in Japan. Daarmee werd ze de eerste vrouw ooit die een race won in een koninginneklasse van een formuleracing kampioenschap. Tijdens de rest van het kampioenschap haalde ze nooit meer een podiumplaats, maar dankzij regelmaat werd ze zesde in het kampioenschap, tot dan toe ook haar hoogst behaalde positie.
In 2009 ging Patrick aan de slag voor een derde seizoen met het Andretti Green Racing team. Ze werd vierde in Long Beach en vijfde in Kansas. Tijdens de Indianapolis 500 verbeterde ze haar resultaat uit 2005, ze werd derde.
Het USF1 team, een Amerikaans raceteam dat plannen heeft om in 2010 deel te nemen aan het Formule 1-kampioenschap, heeft verklaard interesse te hebben om Patrick in dienst te nemen als rijder. Op 24 februari 2009 kwam een mededeling van Patrick dat ze zou afzien van een overstap naar de Formule 1, omdat ze IndyCar wilde blijven rijden. Op 25 september 2009 kwam het bericht dat Patrick haar contract bij haar huidige team Andretti Motorsports met drie jaar verlengd had.
In 2010 werd ze tweede op de Texas Motor Speedway en de Homestead-Miami Speedway en eindigde ze op de tiende plaats van het kampioenschap. In 2011 reed ze een zevende jaar in de IndyCar Series. Ze eindigde het kampioenschap opnieuw op een tiende plaats. Tijdens het jaar maakte ze bekend dat het haar laatste jaar in de IndyCar ging worden en ze vanaf 2012 fulltime zou gaan racen in de NASCAR Nationwide Series.

### NASCAR
In 2010 en 2011 reed ze parttime voor JR Motorsports in de NASCAR Nationwide Series, naast haar programma in de IndyCar Series. Ze maakte haar debuut op 13 februari 2010 op de Daytona International Speedway en kon na een crash de incidentrijke race niet uitrijden. Ze reed dat jaar dertien races en eindigde op een 43e plaats in de eindstand. In 2011 werd ze vierde tijdens de Sam's Town 300 op de Las Vegas Motor Speedway, haar eerste top 5 finish.
Op het einde van 2011 stopte ze helemaal met de IndyCar om vanaf 2012 fulltime te gaan rijden voor JR Motorsports in de Nationwide Series. Ze eindigde dat seizoen vier keer op een top tien plaats en werd tiende in de eindstand van het kampioenschap. Dat jaar debuteerde ze parttime in de Sprint Cup voor Stewart Haas Racing met een zeventiende plaats tijdens de AdvoCare 500 die gereden werd op de Phoenix International Raceway, als beste resultaat dat jaar. In 2013 ging ze fulltime racen in de Sprint Cup. Ze won de poleposition voor de Daytona 500 en werd achtste in de race. Ze eindigde haar fulltime debuutjaar in de Sprint Cup op de 27e plaats in de eindrangschikking van het kampioenschap.

### Andere activiteiten
Patrick werd gevraagd om reclamespots te maken en was te zien in Jay-Z's muziekvideo van het nummer Show Me What You Got. Na haar raceoverwinning op 20 april 2008 in Japan was ze op 24 april te gast in het programma Late Night with David Letterman en een dag later, op 25 april, in het programma Late Night with Conan O'Brien.
Ze werd meermaals gevraagd voor fotoreportages, een aanbod van Playboy sloeg ze af, maar ze was onder meer te zien in het mannenblad FHM en Travelgirl Magazine. Ze poseerde in 2008 en 2009 voor de Sports Illustrated Swimsuit Issue, een jaarlijkse uitgave van Sports Illustrated.
In 2010 speelde ze een gastrol in de televisieserie CSI: NY.
In het computerspel Sonic & All-Stars Racing Transformed is ze een speelbaar personage.

## Resultaten

#### IndyCar Series resultaten
(aantal gereden races, aantal maal in de top 5 van een race, eindpositie kampioenschap en punten)
| Jaar | Races | 1ste | 2de | 3de | 4de | 5de | Rang | Ptn |
| ---- | ----- | ---- | --- | --- | --- | --- | ---- | --- |
| 2005 | 17    | -    | -   | -   | 2   | -   | 12   | 325 |
| 2006 | 13    | -    | -   | -   | 2   | -   | 9    | 302 |
| 2007 | 17    | -    | 1   | 2   | -   | 1   | 7    | 424 |
| 2008 | 17    | 1    | -   | -   | -   | 2   | 6    | 379 |
| 2009 | 17    | -    | -   | 1   | 1   | 3   | 5    | 393 |
| 2010 | 17    | -    | 2   | -   | -   | 1   | 10   | 367 |
| 2011 | 17    | -    | -   | -   | -   | 1   | 10   | 314 |

### Resultaten Indianapolis 500
| Jaar | Chassis | Motor | Start | Finish | Team                   |
| ---- | ------- | ----- | ----- | ------ | ---------------------- |
| 2005 | Panoz   | Honda | 4     | 4      | Rahal Letterman Racing |
| 2006 | Panoz   | Honda | 10    | 8      | Rahal Letterman Racing |
| 2007 | Dallara | Honda | 8     | 8      | Andretti Green Racing  |
| 2008 | Dallara | Honda | 5     | 22     | Andretti Green Racing  |
| 2009 | Dallara | Honda | 10    | 3      | Andretti Green Racing  |
| 2010 | Dallara | Honda | 23    | 6      | Andretti Autosport     |
| 2011 | Dallara | Honda | 25    | 10     | Andretti Autosport     |

### NASCAR Nationwide Series
| Jaar | Races | 1ste | 2de | 3de | 4de | 5de | Rang | Ptn  |
| ---- | ----- | ---- | --- | --- | --- | --- | ---- | ---- |
| 2010 | 13    | -    | -   | -   | -   | -   | 43   | 1032 |
| 2011 | 12    | -    | -   | -   | 1   | -   | 26   | 321  |
| 2012 | 36    | -    | -   | -   | -   | -   | 10   | 838  |
| 2013 | 2     | -    | -   | -   | -   | -   | -    | -    |

### NASCAR Sprint Cup
| Jaar | Races | 1ste | 2de | 3de | 4de | 5de | Rang | Ptn |
| ---- | ----- | ---- | --- | --- | --- | --- | ---- | --- |
| 2012 | 10    | -    | -   | -   | -   | -   | -    | -   |
| 2013 | 36    | -    | -   | -   | -   | -   | 27   | 646 |